# Véhicule de service hivernal

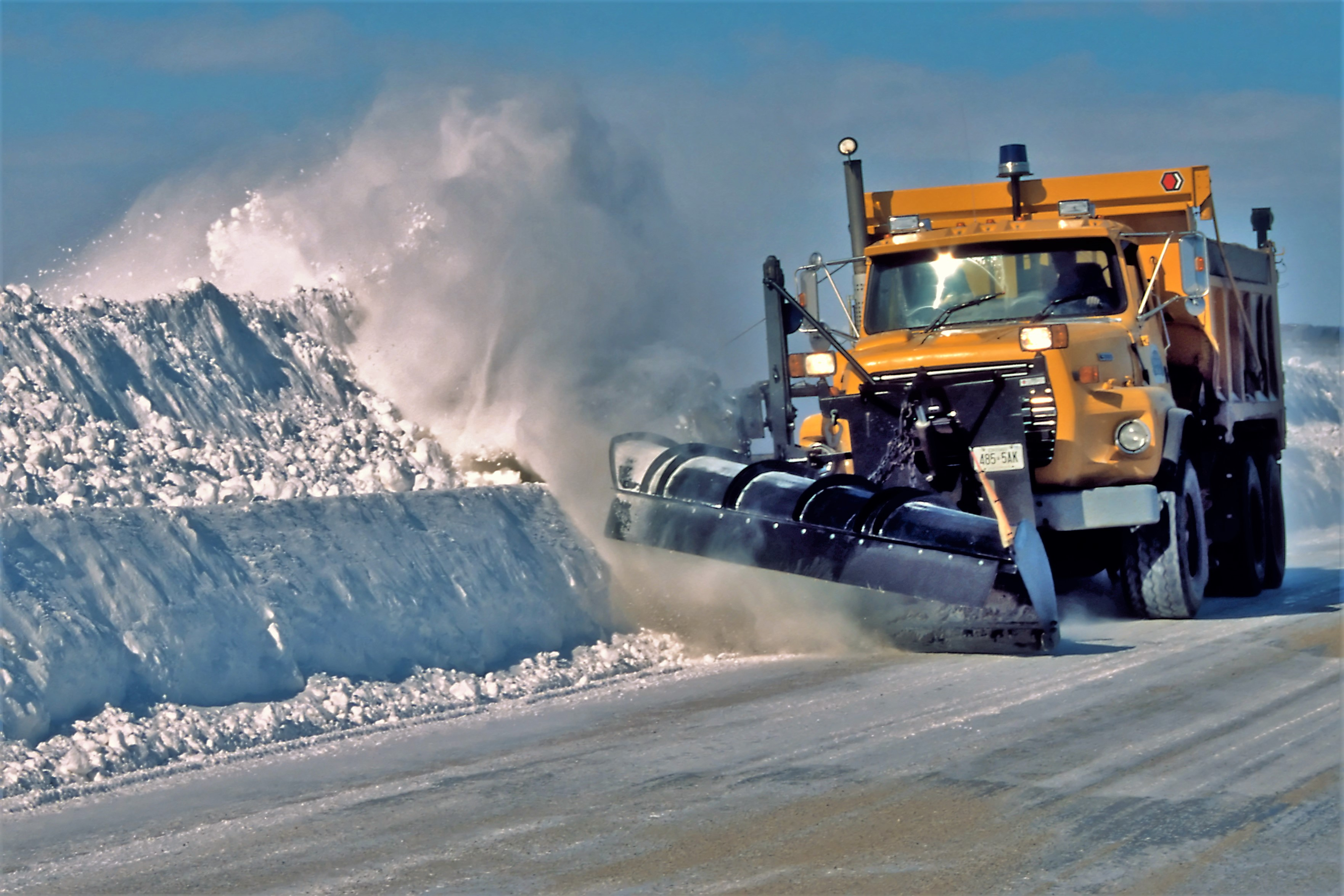
Un véhicule de service d'hiver nettoyant les routes près de Toronto, en Ontario

Un véhicule de service hivernal (WSV aux États-Unis), ou véhicule de déneigement, est un véhicule spécialement conçu ou adapté pour déblayer les voies de glace et de neige,,. Les véhicules de service d'hiver sont généralement basés sur un châssis de camion à benne basculante, avec des adaptations leur permettant de transporter un équipement de déneigement spécialement conçu. De nombreuses autorités utilisent également des véhicules plus petits sur les trottoirs, les sentiers et les pistes cyclables. Les agences d'entretien routier et les entrepreneurs des régions tempérées ou polaires possèdent souvent plusieurs véhicules de service d'hiver, les utilisant pour garder les routes libres de neige et de glace et sécuritaires pour la conduite en hiver,. Les aéroports utilisent des véhicules de service hivernal pour garder les surfaces des aéronefs ainsi que les pistes et les voies de circulation libres de neige et de glace, ce qui, en plus de mettre en danger le décollage et l'atterrissage des aéronefs, peut interférer avec l'aérodynamique de l'engin,.
Les premiers véhicules de service d'hiver étaient des rouleaux à neige, conçus pour maintenir une surface de route lisse et uniforme pour les traîneaux, bien que les chasse-neige tirés par des chevaux et les véhicules de grillage soient enregistrés en usage dès 1862. L'augmentation du trafic automobile et de l'aviation au début du XXe siècle a conduit au développement et à la vulgarisation des gros véhicules de service d'hiver motorisés.

## Histoire

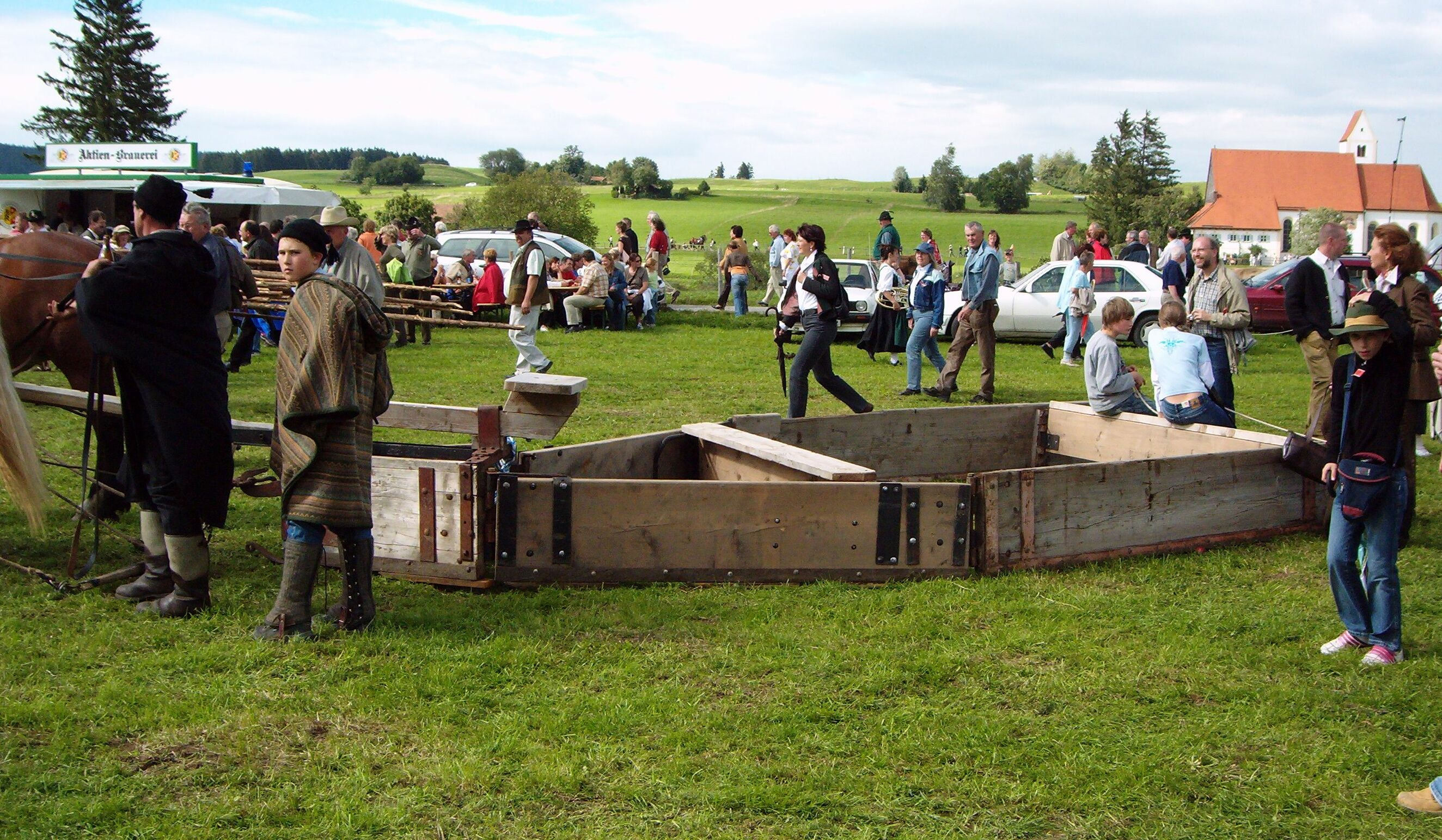
Un ancien chasse-neige tiré par des chevaux au Rosstag Burggen, une reconstitution historique de la vie en Allemagne du XXe siècle

Bien que le déneigement remonte au moins au Moyen Âge, les premières tentatives consistaient simplement à utiliser une pelle ou un balai pour enlever la neige des allées et des routes. Avant le transport motorisé, le déneigement était considéré comme moins préoccupant. Les routes non goudronnées des zones rurales étaient dangereuses et cahoteuses, et la neige et la glace rendaient la surface beaucoup plus lisse. La plupart des agriculteurs pourraient simplement remplacer leurs wagons par des traîneaux, ce qui permet de transporter des matériaux lourds comme le bois avec une relative facilité. Les premières communautés des régions du nord des États-Unis et du Canada ont même utilisé des rouleaux à neige tirés par des animaux, les premiers véhicules de service d'hiver, pour comprimer les routes enneigées. La compression augmentait la durée de vie de la neige et facilitait le passage des motoneiges. Certaines collectivités ont même employé des gardes-neige pour étendre ou «paver» la neige sur les zones exposées comme les ponts, afin de permettre aux traîneaux d'utiliser ces voies.
Cependant, avec l'augmentation du nombre de routes goudronnées et la taille croissante des villes, le pavage de neige est tombé en disgrâce, car les surfaces glissantes qui en résultaient représentaient un danger pour les piétons et la circulation. Les premiers brevets pour les chasse-neige remontent à 1840, mais il n'y a aucun enregistrement de leur utilisation réelle avant 1862, lorsque la ville de Milwaukee a commencé à exploiter des charrettes tirées par des chevaux équipées de chasse-neige. Le chasse-neige tiré par des chevaux s'est rapidement répandu dans d'autres villes, en particulier dans les zones sujettes à de fortes chutes de neige.

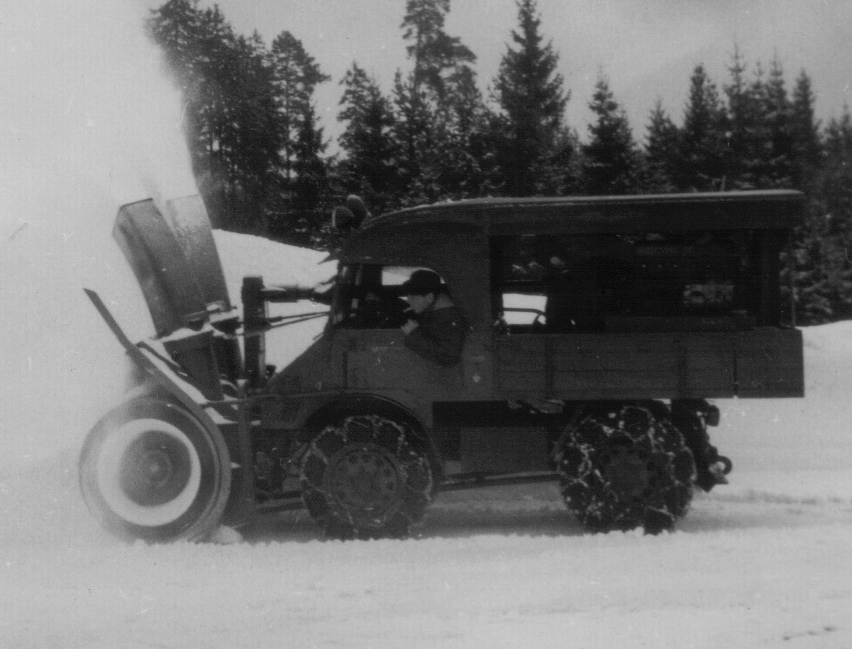
Une souffleuse à neige Unimog de 1955

Les premiers chasse-neige motorisés ont été développés en 1913, basés sur des carrosseries de camions et de tracteurs. Ces machines ont permis la mécanisation du processus de déneigement, réduisant le travail nécessaire pour le déneigement et augmentant la vitesse et l'efficacité du processus. L'expansion de l'industrie aéronautique a également joué un rôle de catalyseur pour le développement des véhicules de service d'hiver au début du XXe siècle. Même une légère couche de neige ou de glace pouvait provoquer l'écrasement d'un avion, c'est pourquoi les aéroports ont érigé des clôtures à neige autour des aérodromes pour éviter les congères et ont commencé à entretenir des flottes de véhicules pour déblayer les pistes par gros temps.
Avec la vulgarisation de l'automobile, il a été constaté que le labour à lui seul était insuffisant pour enlever toute la neige et la glace de la chaussée, ce qui a conduit au développement de véhicules abrasifs, qui utilisaient du chlorure de sodium pour accélérer la fonte de la neige. Les premières tentatives de sablage ont été résistées, car le sel utilisé encourageait la rouille, causant des dommages aux structures métalliques des ponts et aux chaussures des piétons. Cependant, à mesure que le nombre d'accidents de la route augmentait, les manifestations se sont calmées et à la fin des années 1920, de nombreuses villes des États-Unis utilisaient du sel et du sable pour déblayer les routes et accroître la sécurité routière. Alors que la sensibilisation à l'environnement augmentait au cours des années 1960 et 1970, le sablage a de nouveau été critiqué en raison de son impact environnemental, conduisant au développement de produits chimiques de dégivrage alternatifs et de systèmes d'épandage plus efficaces.

## Conception

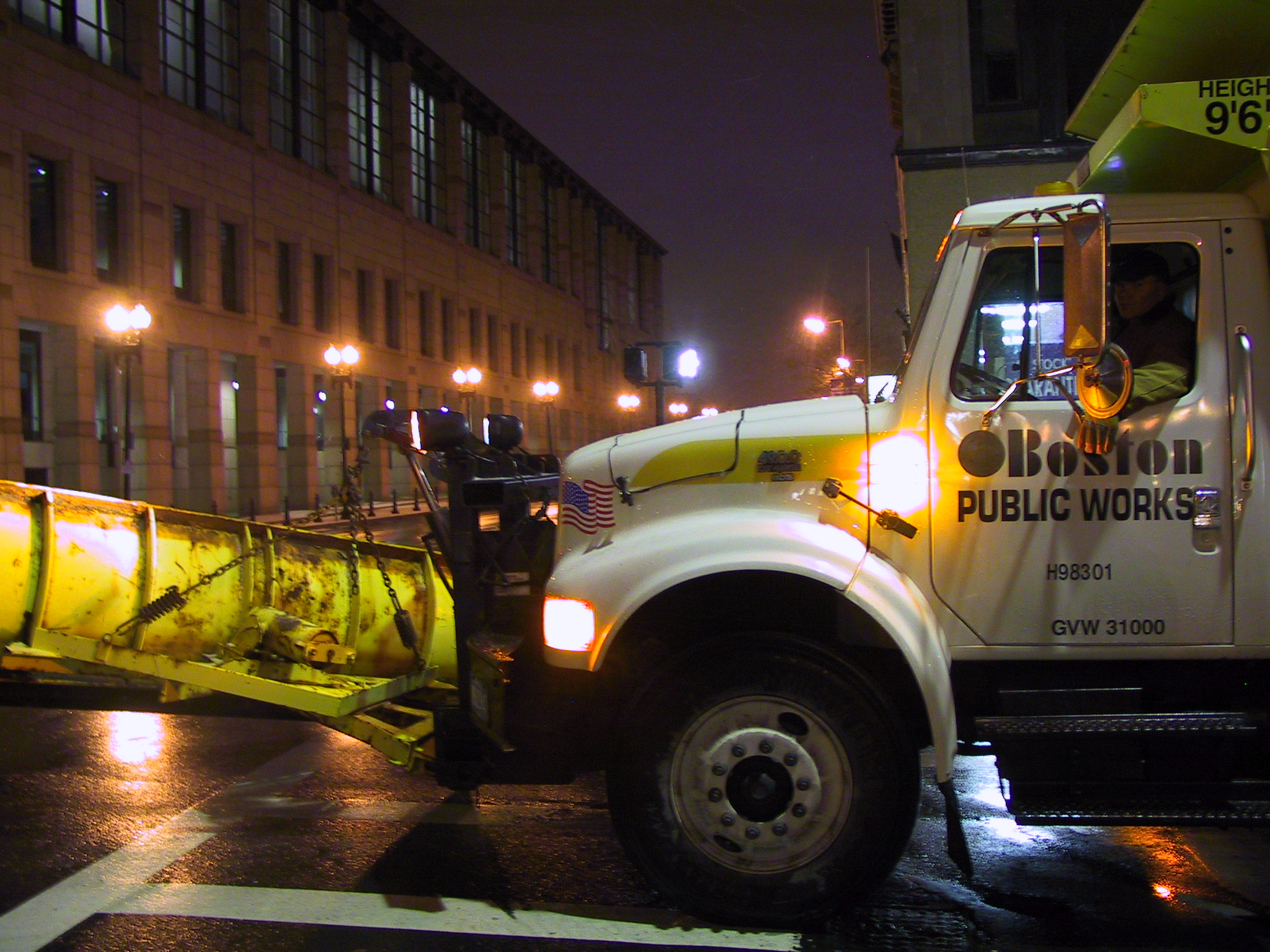
La cabine d'un véhicule de service d'hiver à Boston, Massachusetts, montrant le châssis, la barre lumineuse orange et les rétroréflecteurs

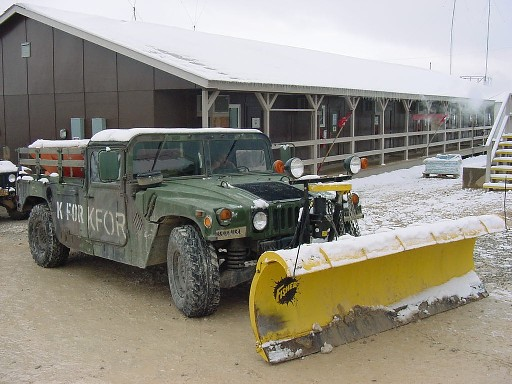
Un Humvee avec charrue Fisher, servant avec le 27e bataillon du génie de l'armée américaine au Kosovo

Les véhicules de service d'hiver sont généralement basés sur un châssis de camion à benne basculante, qui sont ensuite convertis en véhicules de service d'hiver par le fabricant ou un tiers du marché secondaire. Une modification typique implique le remplacement des composants en acier du véhicule par de l'aluminium ou de la fibre de verre résistant à la corrosion, l'imperméabilisation de tous les composants électroniques exposés, le remplacement de la trémie de stockage par un corps de sablage spécialement conçu, l'ajout d'un cadre de charrue, le renforcement des roues, les pare-chocs pour soutenir la lame lourde, et l'ajout de phares supplémentaires, d'une barre lumineuse et de rétroréflecteurs pour la visibilité.
D'autres changements courants incluent le remplacement des pneus d'origine par des pneus pluie ou des pneus boue et neige et le raccourcissement de l'empattement du véhicule pour améliorer la maniabilité. Pour les petites applications, des camions plus petits sont utilisés. Au Canada, les camionnettes sont utilisées pour les opérations de déneigement avec une lame montée à l'avant et un équipement de dégivrage optionnel installé à l'arrière. Des racleurs de soubassement sont également utilisés par certaines agences et sont montés entre les essieux, répartissant plus uniformément les efforts de labour sur le châssis.

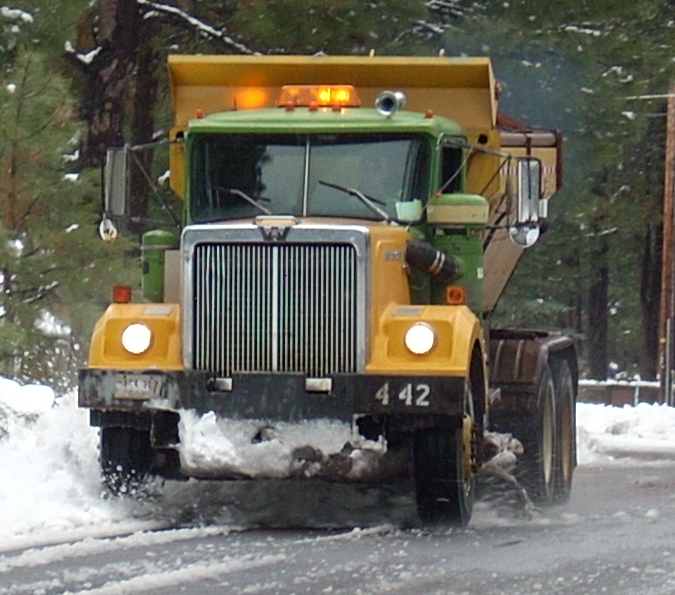
Camion à l'aide d'un grattoir de soubassement, montrant la peinture de la cabine à contraste élevé et la bande de sable, Deschutes County Oregon

Dans la plupart des pays, les véhicules de service hivernal ont généralement des barres lumineuses orange, qui sont activées pour indiquer que le véhicule fonctionne en dessous de la limite de vitesse locale ou pose un danger pour les autres véhicules, soit en chevauchant des voies soit en épandant du sable. Dans certaines régions, comme la province canadienne de l'Ontario, les véhicules de service d'hiver utilisent les feux clignotants bleus associés aux véhicules des services d'urgence, plutôt que l'ambre ou l'orange utilisé ailleurs. Au Michigan, des feux clignotants verts sont utilisés. De nombreuses agences peignent également leurs véhicules en orange ou en jaune à contraste élevé pour permettre aux véhicules d'être vus plus clairement dans des conditions de blanc dehors.
Certains véhicules de service hivernal, en particulier ceux conçus pour être utilisés sur des sentiers ou des zones piétonnes, sont construits sur un châssis beaucoup plus petit à l'aide de petits tracteurs ou de véhicules sur mesure. Ces véhicules sont souvent polyvalents et peuvent être équipés d'autres équipements tels que des brosses, des tondeuses à gazon ou des grues - comme ces opérations sont généralement incapables de fonctionner lors de fortes chutes de neige, il y a généralement peu de chevauchement entre les différentes utilisations, ce qui réduit la taille du flotte requise par l'agence ou l'entrepreneur.
Les véhicules de service hivernaux modernes auront généralement également un système de navigation par satellite connecté à un flux de prévisions météorologiques, permettant au conducteur de choisir les meilleures zones à traiter et d'éviter les zones dans lesquelles la pluie est probable, ce qui peut laver le sable utilisé - les plus avancés. peut même s'adapter aux conditions changeantes, assurant des réglages optimaux de la ponceuse et de la charrue,. La plupart fonctionnent sur roues, souvent avec des chaînes à neige ou des pneus cloutés, mais certains sont montés sur des chenilles, les chenilles elles-mêmes étant adaptées pour projeter la neige vers le bord de la route. Les véhicules de service hivernal hors route montés sur des chenilles sont connus sous le nom de dameuses. Les dameuses sont généralement équipées de chasse-neige et sont utilisées pour les stations de ski pour lisser et entretenir les pistes et les pistes de motoneige, bien qu'elles puissent également être utilisées en remplacement des télésièges.
Les véhicules militaires de service hivernal sont lourdement blindés pour permettre leur utilisation dans les zones de combat, en particulier dans la guerre arctique et en montagne, et souvent basés sur des bulldozers de combat ou des Humvees. Les véhicules militaires de service d'hiver ont été utilisés par les Nations unies, la force du Kosovo et l'armée américaine en Europe centrale pendant la guerre du Kosovo, tandis que pendant la guerre froide, les Royal Marines et le Royal Corps of Signals ont déployé un certain nombre de véhicules à chenilles,.

## Opération

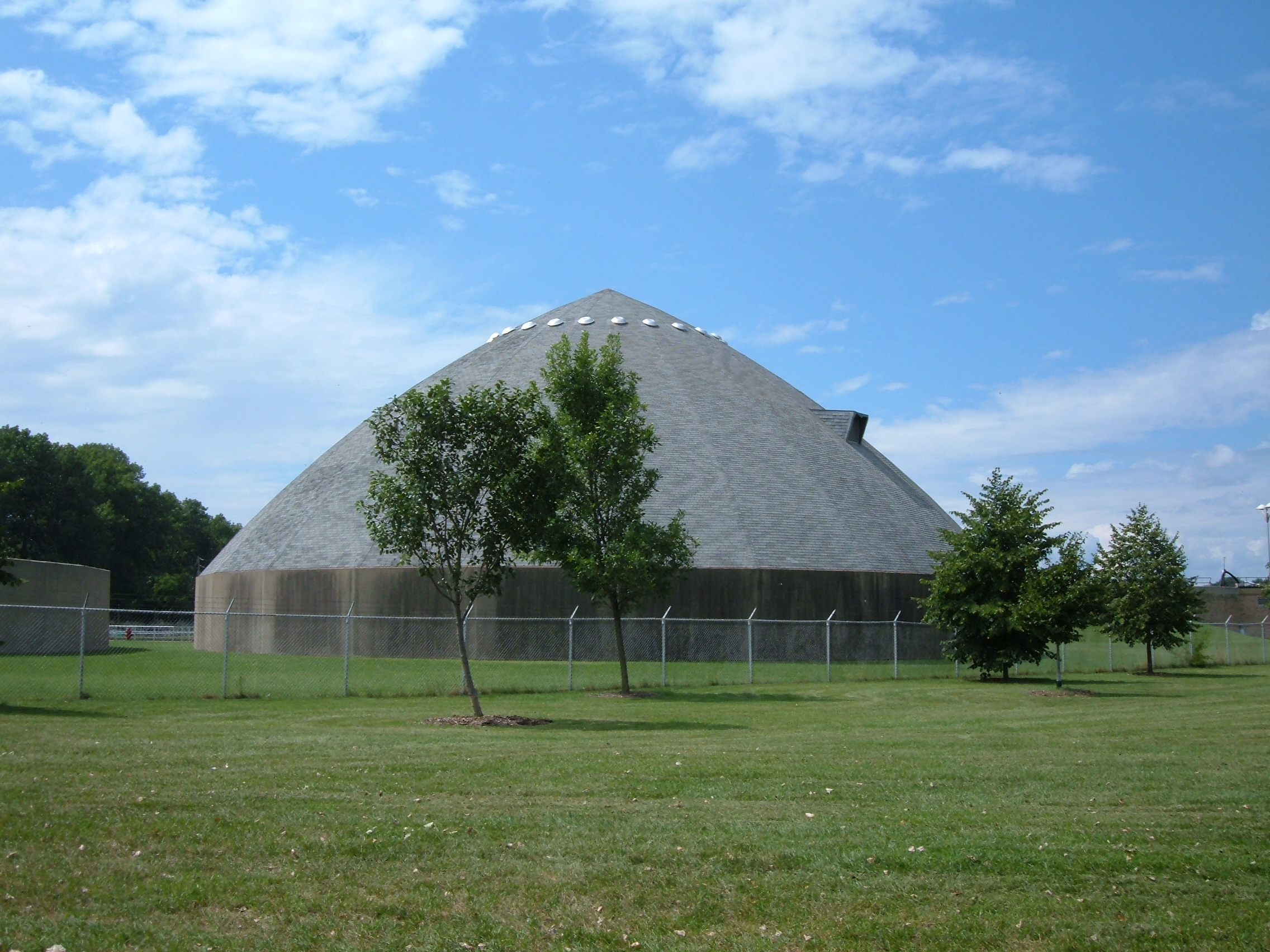
Une grange à sel près du lac Michigan, utilisée pour stocker le gravier et fournir un hébergement limité aux conducteurs d'épandage pendant les tempêtes hivernales

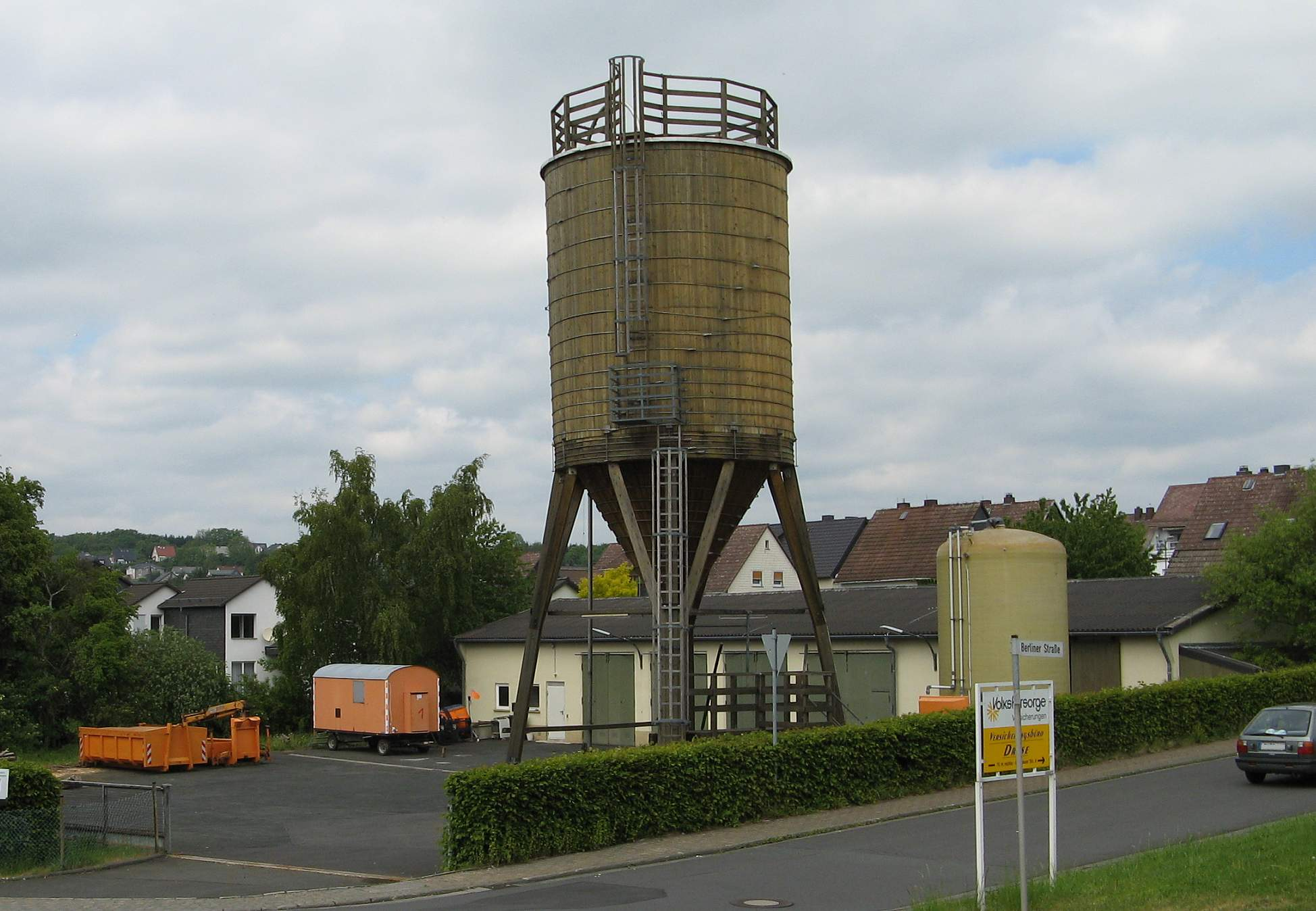
Un réservoir de saumure dans un dépôt de service en Allemagne

Les véhicules de service d'hiver sont exploités à la fois par des agences gouvernementales et par des sous-traitants privés. Les travaux publics dans les zones qui reçoivent régulièrement des chutes de neige maintiennent généralement une flotte de leurs propres véhicules ou paient des acomptes aux entrepreneurs pour un accès prioritaire aux véhicules en hiver, tandis que les villes où la neige est moins fréquente peuvent simplement louer les véhicules au besoin. Les véhicules de service d'hiver au Royaume-Uni sont les seuls véhicules routiers autorisés à utiliser du diesel rouge . Bien que les véhicules utilisent toujours les routes publiques, ils sont utilisés pour maintenir le réseau routier opérationnel, et les forcer à payer des taxes supplémentaires pour le faire découragerait les entrepreneurs privés d'aider au déneigement sur les routes publiques. Les conducteurs de véhicules de service d'hiver aux États-Unis doivent détenir un permis de conduire commercial de classe A ou de classe B. Bien que certaines agences dans certaines régions, comme l'État américain du Minnesota, permettent aux conducteurs de véhicules de service hivernal de fonctionner sans formation supplémentaire plupart offrent des leçons supplémentaires aux conducteurs pour leur apprendre les méthodes de déneigement les plus efficaces et les plus sûres. Beaucoup exigent que les conducteurs stagiaires accompagnent des conducteurs plus expérimentés, et certains utilisent même des simulateurs de conduite spécialement conçus, qui peuvent reproduire en toute sécurité des conditions de conduite hivernales dangereuses. D'autres organisations exigent que tout le personnel ait une licence ou un certificat supplémentaire reconnu - la United Kingdom Highways Agency, par exemple, exige que tout le personnel ait à la fois une qualification City & Guilds (en) et une licence supplémentaire d'entretien hivernal.
Les conducteurs de véhicules de service d'hiver travaillent habituellement à temps partiel, avant et pendant les intempéries seulement, et les conducteurs travaillent un quart de 12 à 16 heures. Les routes principales sont généralement sablées à l'avance, pour réduire la perturbation du réseau. Des greniers à sel sont fournis à intervalles réguliers pour permettre aux conducteurs de collecter plus de sable, et de la litière est fournie aux dépôts d'entretien routier que les conducteurs peuvent utiliser entre les quarts de travail lors de tempêtes violentes ou prolongées.
Les conditions météorologiques varient généralement considérablement en fonction de l'altitude; les pays chauds peuvent connaître de fortes chutes de neige dans les régions montagneuses, mais en reçoivent très peu dans les zones basses, ce qui augmente le taux d'accidents chez les conducteurs inexpérimentés dans la conduite hivernale. De plus, les températures de surface des routes peuvent chuter rapidement à des altitudes plus élevées, précipitant la formation rapide de gel. En conséquence, les parcours de sablage et de déneigement sont souvent privilégiés au profit du déneigement de ces routes de montagne, notamment au début et à la fin de la saison des neiges. Les routes dangereuses à travers les cols de montagne posent des problèmes supplémentaires pour les gros véhicules de service d'hiver. Le cadre en métal lourd et le grain volumineux rendent la montée de côte exigeante pour le véhicule, de sorte que les véhicules ont des systèmes de transmission de couple extrêmement élevés pour fournir suffisamment de puissance pour faire la montée. En outre, comme les virages serrés en épingle à cheveux trouvés sur les pentes de montagne sont difficiles à naviguer pour les véhicules longs, les véhicules de service d'hiver destinés à être utilisés dans les zones montagneuses sont raccourcis, généralement de six à quatre.

## Équipement

### Dégivreur

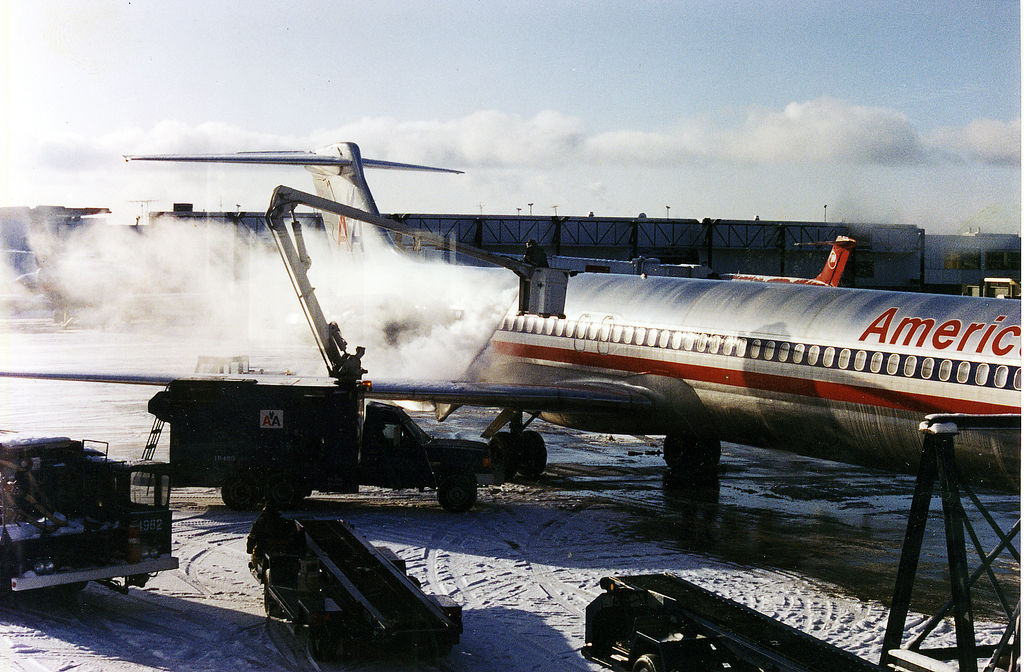
Un véhicule de dégivrage traitant un American Airlines MD-80 à l'Aéroport International de Syracuse Hancock, New York

Les dégivreurs pulvérisent du liquide de dégivrage chauffé, souvent du propylène glycol ou de l'éthylène glycol, sur les surfaces glacées telles que les corps des avions et les surfaces routières. Ceux-ci empêchent la formation de glace sur le corps de l'aéronef lorsqu'il est au sol. La glace rend la surface des ailes plus rugueuse, ce qui réduit la portance qu'elles fournissent tout en augmentant la traînée. La glace augmente également le poids de l'avion et peut affecter son équilibre.

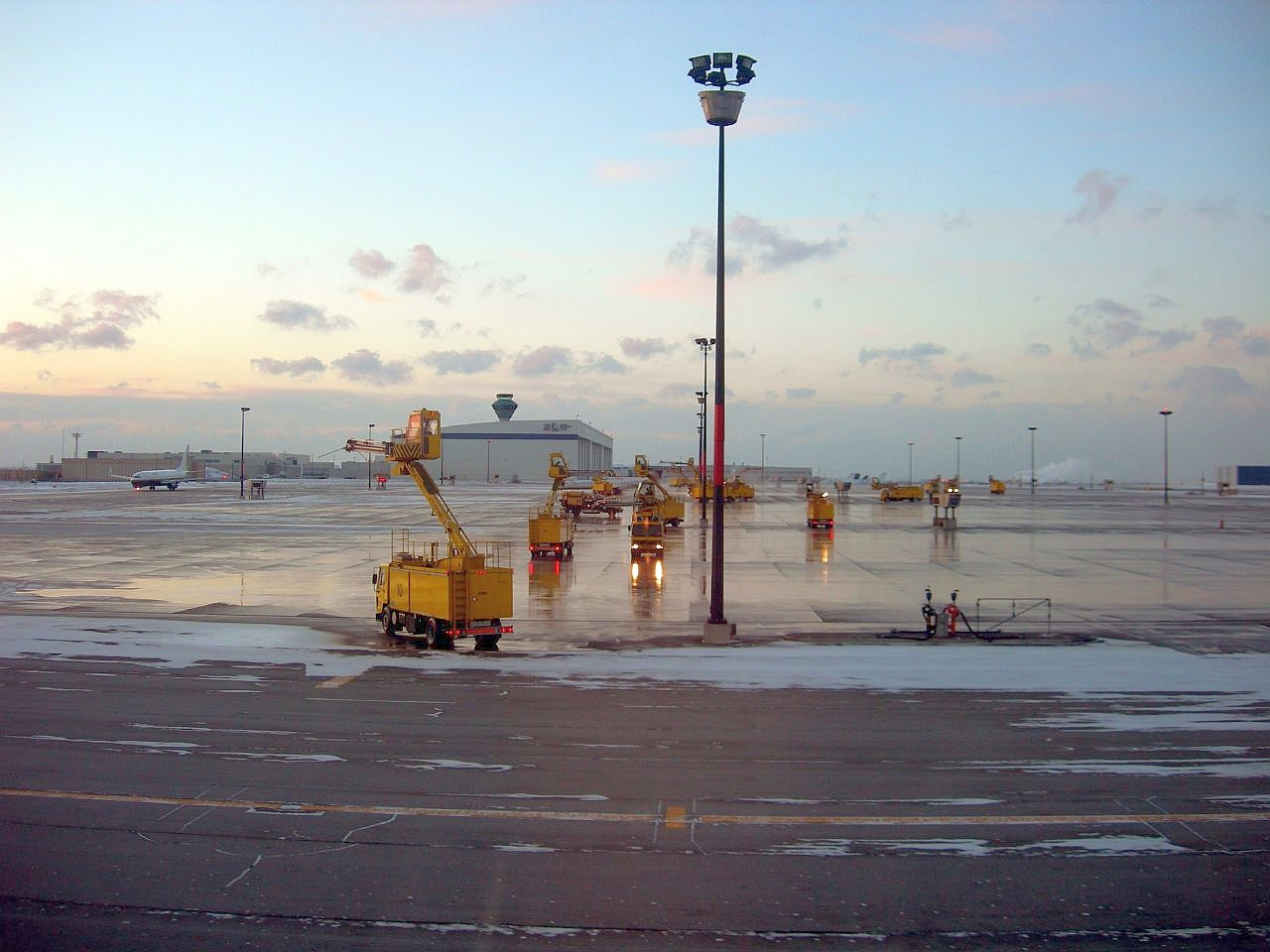
Installation centrale de dégivrage de l'aéroport Pearson de Toronto

Les véhicules de dégivrage d'aéronefs sont généralement constitués d'un gros camion-citerne, contenant le fluide de dégivrage concentré, avec une alimentation en eau pour diluer le fluide en fonction de la température ambiante. Le véhicule est également normalement équipé d'une grue de nacelle, permettant à l'opérateur de pulvériser tout l'avion en un minimum de temps; un Boeing 737 entier peut être traité en moins de 10 minutes par un seul véhicule de dégivrage.
Dans le contrôle de la neige et de la glace sur les routes, la saumure est souvent utilisée comme antigivrant plutôt que comme dégivreur. Un véhicule transporte un réservoir de saumure, qui est pulvérisé sur la chaussée avant ou au début de la tempête. Cela empêche la neige et la glace d'adhérer à la surface et facilite l'enlèvement mécanique par les charrues. Le sel solide est également humidifié avec de la saumure ou un autre dégivreur liquide. Cela accélère l'action de dégivrage et aide à l'empêcher de rebondir sur la chaussée dans la gouttière ou le fossé. La saumure agit plus rapidement que le sel solide et ne nécessite pas de compression en passant le trafic pour devenir efficace. La saumure est également plus écologique, car il faut moins de sel pour traiter la même longueur de route.
Les pistes d'aéroport sont également dégivrées par des pulvérisateurs équipés de longs bras de pulvérisation. Ces bras sont suffisamment larges pour traverser toute la piste et permettent le dégivrage de toute la piste d'atterrissage en un seul passage, ce qui réduit la durée d'indisponibilité de la piste.

### Chargeur frontal

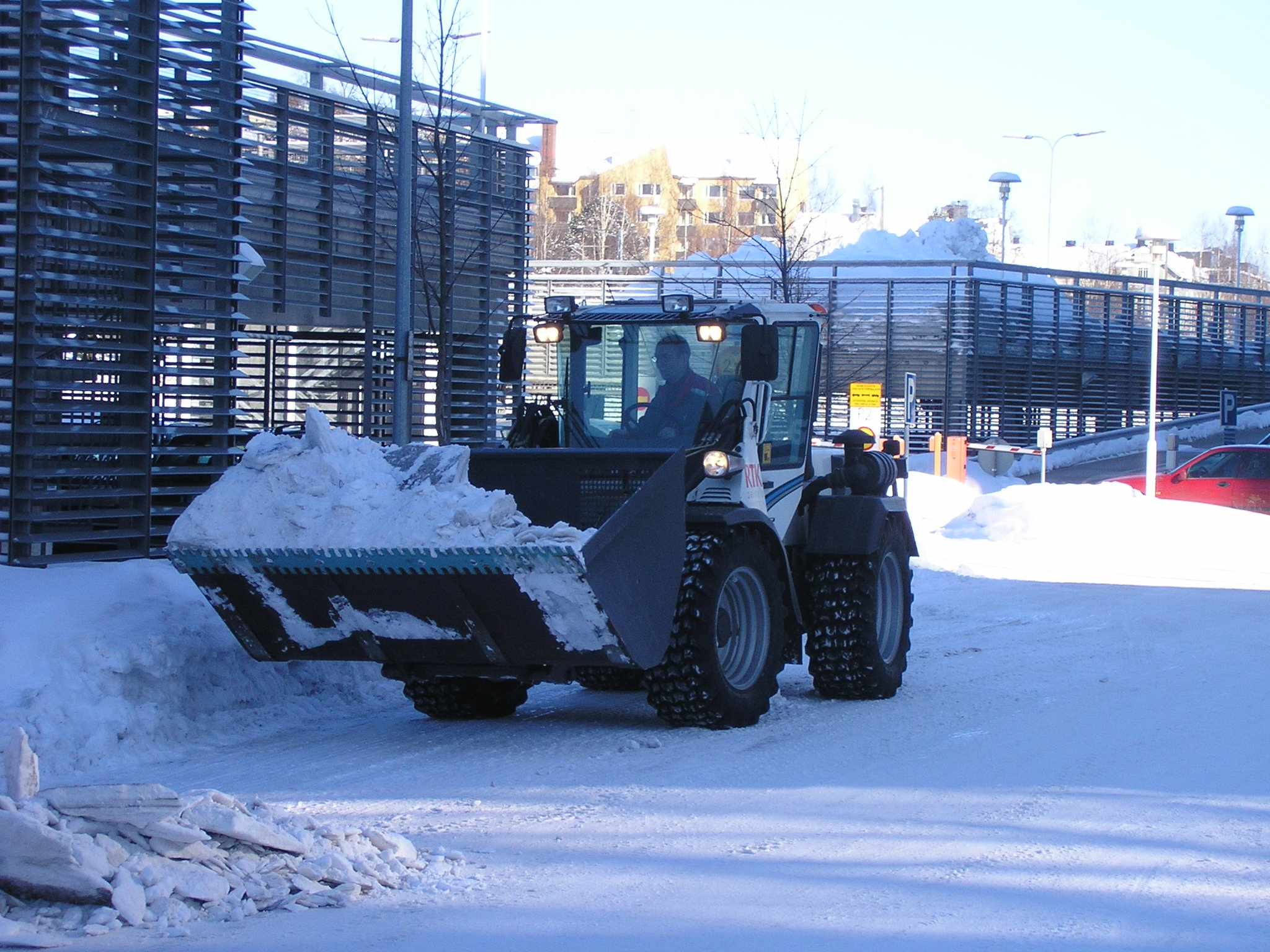
Chargeur déneigement à Jyväskylä, Finlande

Les chargeuses frontales sont couramment utilisées pour enlever la neige, en particulier sur les trottoirs, les parcs de stationnement et d'autres zones trop petites pour l'utilisation de chasse-neige et d'autres équipements lourds. Ils sont parfois utilisés comme chasse-neige avec un accessoire de chasse-neige, mais ont généralement un godet ou une corbeille à neige, qui peut également être utilisé pour charger la neige dans le compartiment arrière d'un chasse-neige ou d'un camion-benne. Les chargeurs frontaux avec une grande fixation frontale en forme de boîte sont utilisés pour déneiger les parkings des centres commerciaux et autres institutions.

### Camion de sablage
Un broyeur, également connu sous le nom de ponceuse, épandeur de sel ou camion de sel, se trouve sur la plupart des véhicules de service d'hiver. En effet, le camion de sablage est si couramment vu sur les véhicules de service d'hiver que les termes sont parfois utilisés comme synonymes. Les camions de sablage sont utilisés pour répandre du gravier (sel gemme) sur les routes. Le sable est stocké dans la grande trémie à l'arrière du véhicule, avec un treillis métallique sur le dessus pour empêcher les objets étrangers de pénétrer dans le mécanisme d'épandage et de se coincer par conséquent. Le sel est généralement répandu sur la chaussée par une roue à aubes, attachée par un système d'entraînement hydraulique à un petit moteur embarqué. Cependant, jusque dans les années 1970, le sable était souvent épandu manuellement à l'aide de pelles par des hommes à l'arrière du camion, et certains mécanismes d'épandage plus anciens nécessitent toujours que le sable soit chargé manuellement dans la roue à partir de la trémie,.

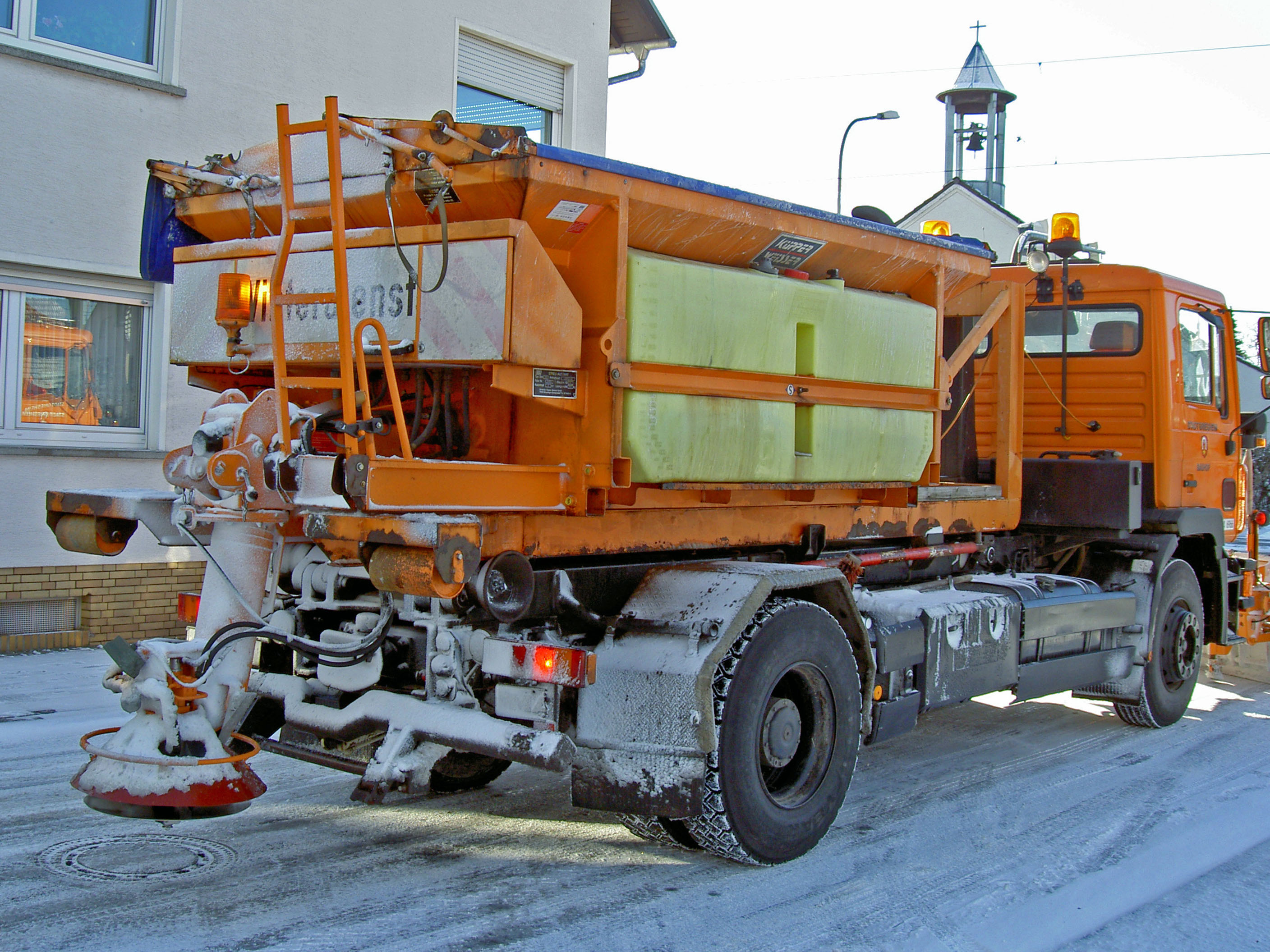
La trémie et la roue d'un camion de sablage en Allemagne

Le sel réduit le point de fusion de la glace par une dépression du point de congélation, la faisant fondre à des températures plus basses et s'écouler vers le bord de la route, tandis que le sable augmente la traction en augmentant la friction entre les pneus des voitures et les chaussées. Le grain est parfois mélangé à de la mélasse pour favoriser l'adhérence à la surface de la route. Cependant, la mélasse douce attire souvent le bétail, qui lèche la route.
Les camions de sablage font partie des véhicules de service d'hiver également utilisés dans les aéroports pour garder les pistes libres de glace. Cependant, le sel normalement utilisé pour déblayer les routes peut endommager la cellule des aéronefs et interférer avec les équipements de navigation sensibles. En conséquence, les camions de sablage d'aéroport répandent plutôt de l'acétate de potassium ou de l'urée moins dangereux sur les pistes, car ils ne corrodent pas l'avion ou l'équipement côté piste.
Les camions de sablage peuvent également être utilisés par temps chaud, lorsque les températures sont suffisamment élevées pour faire fondre le bitume utilisé dans l'asphalte. Le sable tombe pour fournir une couche protectrice entre la surface de la route et les pneus des véhicules qui passent, qui autrement endommageraient la surface de la route en "arrachant" l'agrégat enduit de bitume de la surface de la route.

### Souffleuse à neige

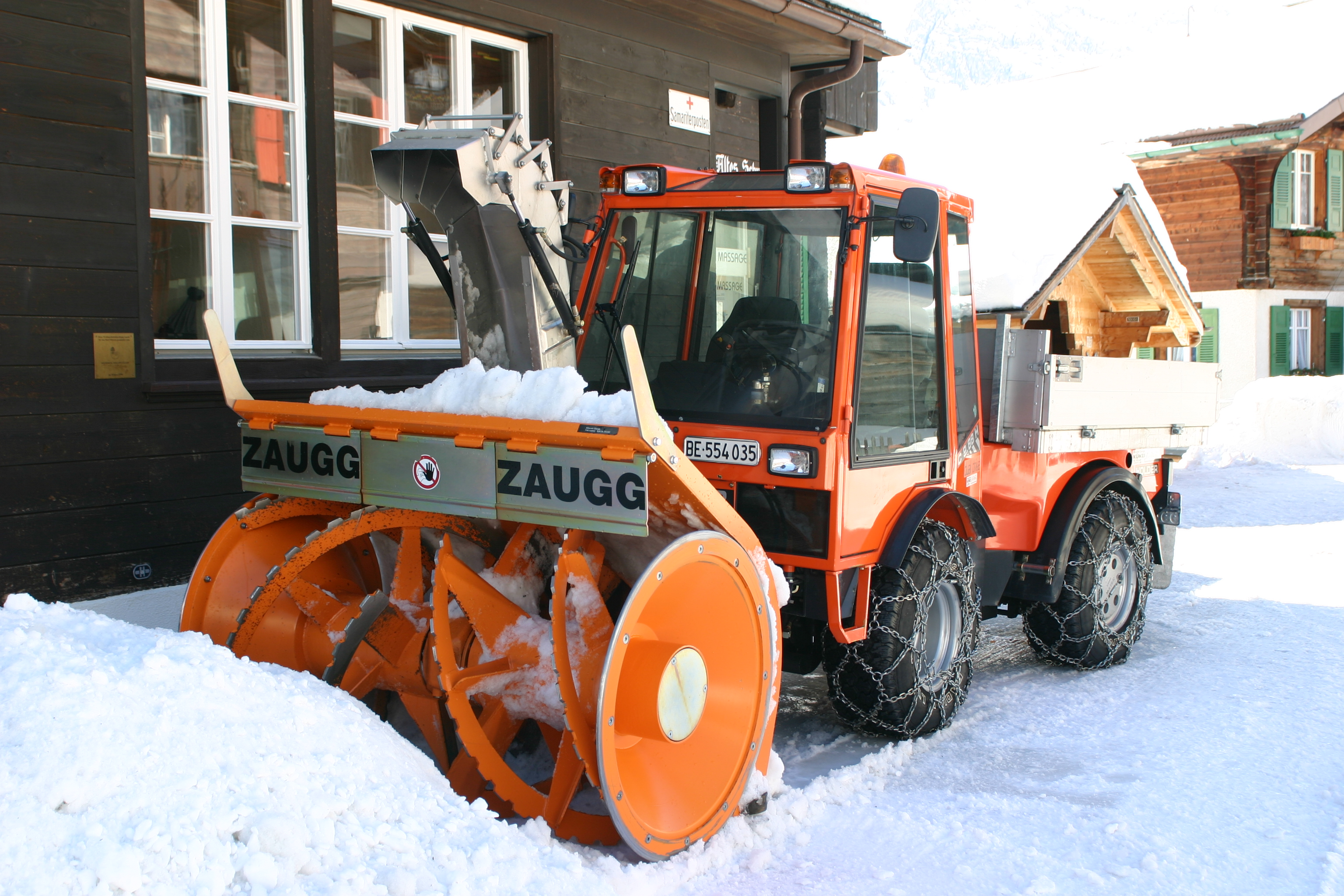
Une souffleuse à neige Zaugg équipée de chaînes à neige

Les souffleuses à neige, également connues sous le nom de chasse-neige rotatifs ou de coupe-neige peuvent être utilisées à la place des chasse-neige sur les véhicules de service d'hiver. Une souffleuse à neige consiste en une tarière à rotation rapide qui coupe la neige, la forçant à sortir d'un entonnoir fixé au sommet de la souffleuse. De plus, les souffleuses à neige peuvent enlever complètement la neige de la chaussée, plutôt que de l'empiler sur le bord de la route, ce qui facilite le passage des autres usagers de la route et empêche l'andain de bloquer les entrées.

### Souffleuse à neige à jet
Certains chemins de fer utilisent parfois des souffleuses à air, chacune alimentée par un moteur à réaction, pour déneiger les voies et les aiguillages. On pense qu'environ 100 ont été fabriqués dans les années 60, 70 et 80; ils sont si rarement utilisés qu'ils sont généralement maintenus indéfiniment au lieu d'être remplacés. Par exemple, dans la région de Boston, le MBTA utilise deux modèles de souffleuses à neige RP-3 Portec RMC Hurricane Jet, surnommées «Snowzilla», pour éliminer les fortes chutes de neige de la  ligne à grande vitesse Ashmont-Mattapan (en) et de Wellington Yard. Les souffleuses à neige à jet peuvent être plus rapides et plus douces que les méthodes de déneigement conventionnelles, mais consomment une grande quantité de carburant.

### Dameuse à neige

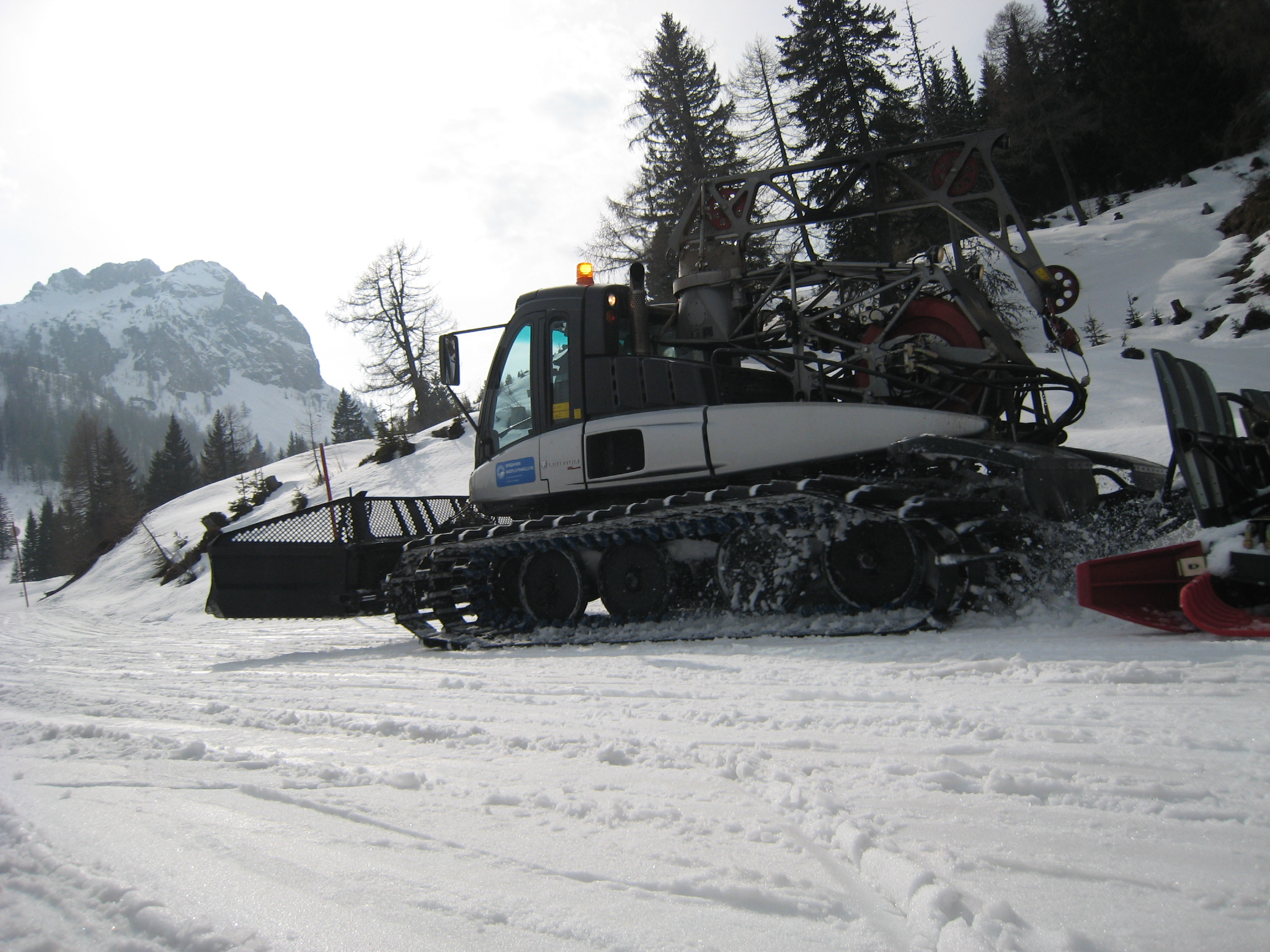
Une autoneige italienne avec lame transportant un rouleau

Une dameuse est une machine conçue pour lisser et compacter la neige, plutôt que de l'enlever complètement. Les premiers dameuses à neige étaient utilisées par les habitants des zones rurales pour comprimer la neige près de leurs maisons, et consistaient en un rouleau lourd transporté par des bœufs qui compactait la neige pour en faire une surface lisse pour la luge. Avec l'invention de l'automobile, les dameuses ont été remplacées par des chasse-neige et des souffleuses à neige sur les voies publiques, mais elles sont restées utilisées dans les stations de ski, où elles sont utilisées pour entretenir des pistes lisses et sûres pour divers sports d'hiver, notamment le ski, le snowboard et la motoneige. Les dameuses à neige sont restées inchangées tout au long du 20e siècle, la plupart étant constituées de rouleaux lourds qui pouvaient être attachés à un tracteur ou à une motoneige, puis transportés à travers la zone à damer.
Le développement de systèmes électroniques plus avancés dans les années 1980 a permis aux fabricants de produire des dameuses qui pouvaient fonctionner et reproduire une gamme beaucoup plus large de terrains, les plus modernes étant même capables de produire des half-pipes et des rampes pour le snowboard. Des dameuses sont également utilisées en conjonction avec des canons à neige, pour s'assurer que la neige produite est répartie uniformément sur la station. Cependant, les dameuses ont un effet néfaste sur l'environnement de la station. La pression régulière du véhicule de toilettage augmente le taux d'infiltration du sol tout en diminuant la capacité au champ. Cela augmente la vitesse à laquelle l'eau peut pénétrer dans le sol, ce qui le rend plus sujet à l'érosion.

### Fondeur de neige

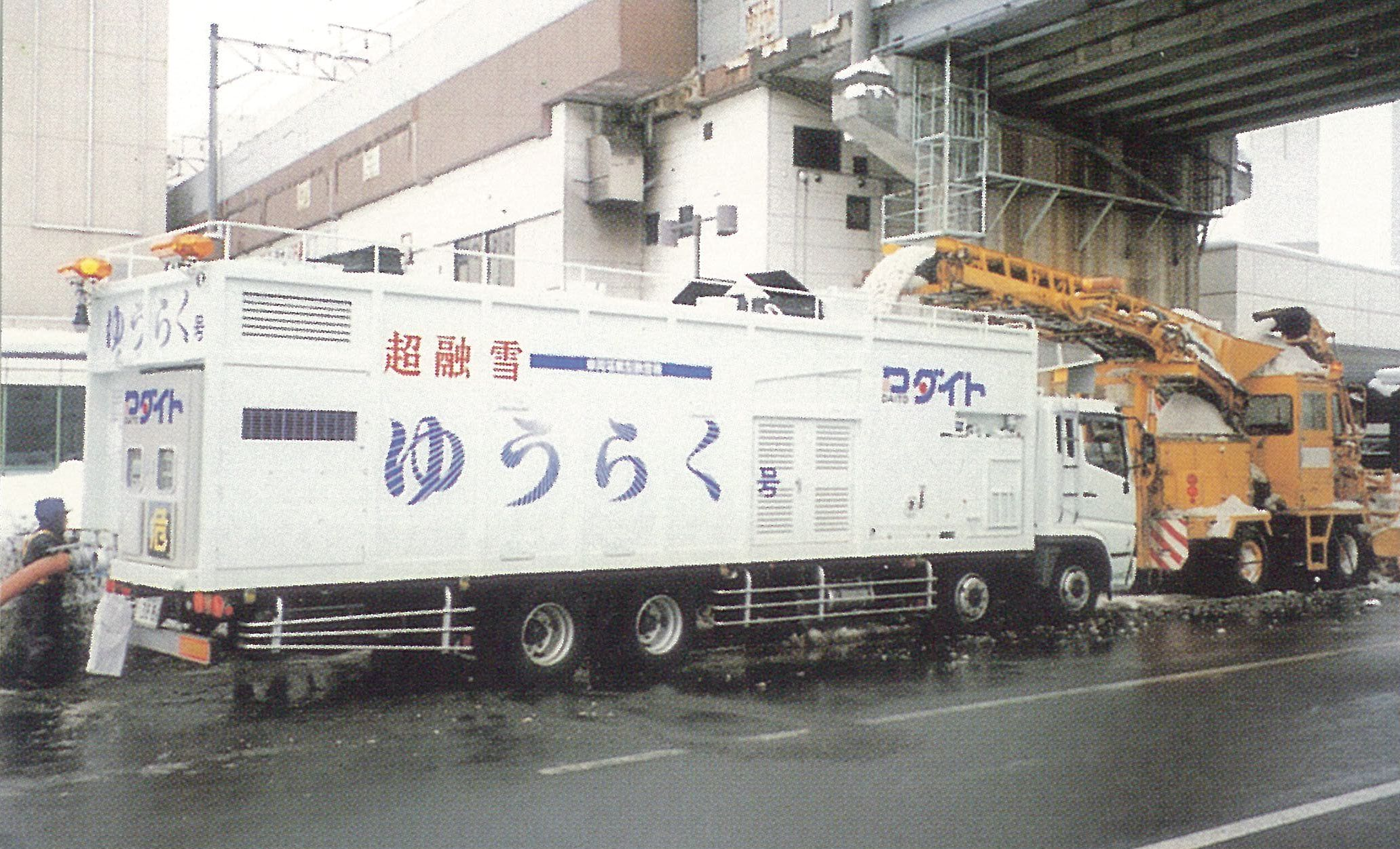
Fondeuse à neige travaillant à Sapporo, Japon

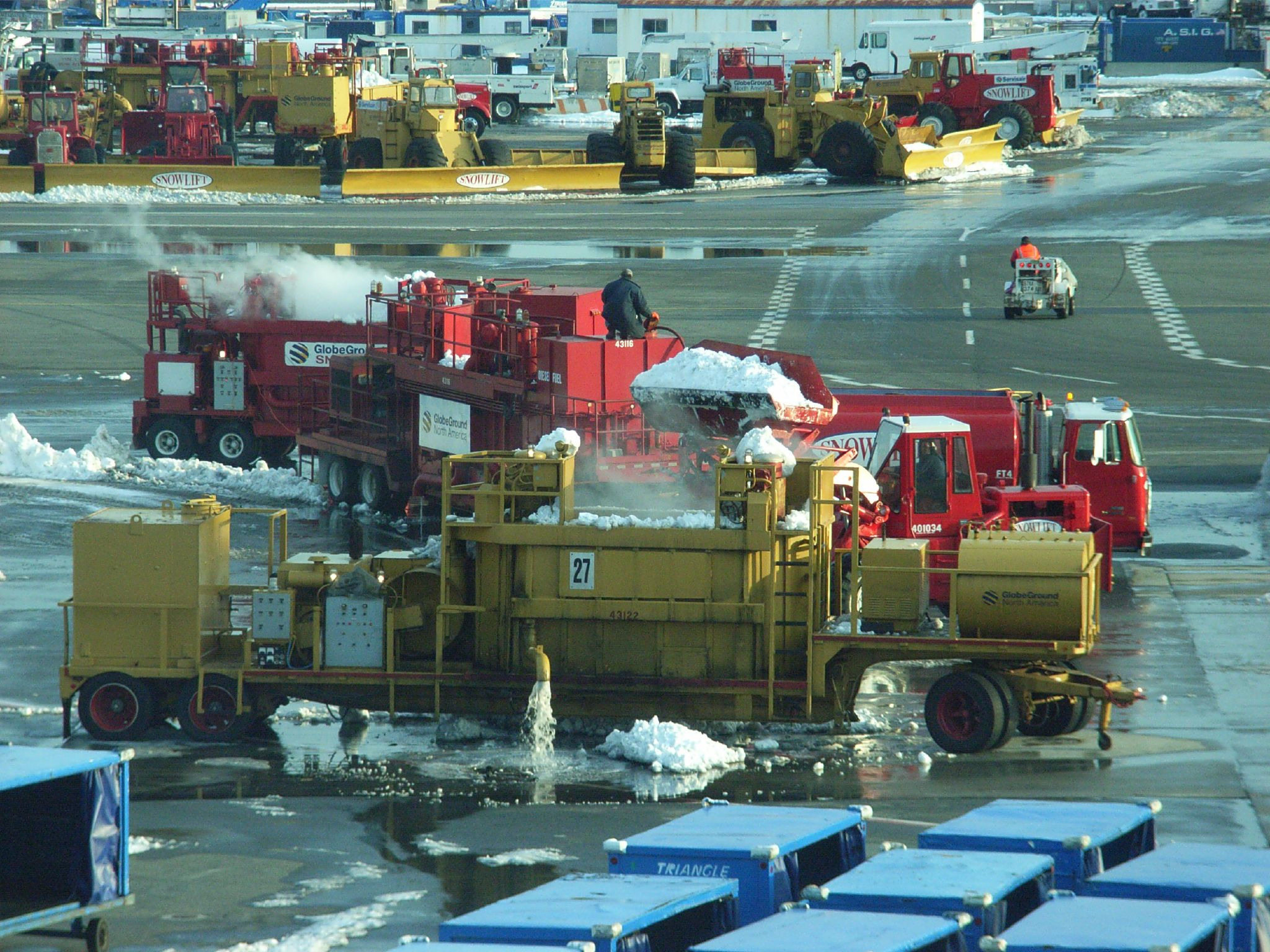
Les fondeurs de neige travaillant à l'aéroport JFK, New York

Un véhicule de fonte de neige fonctionne en ramassant la neige dans une fosse de fonte située dans un grand réservoir à l'arrière du véhicule. Autour de la fosse de fusion se trouve une mince enveloppe remplie d'eau chaude, chauffée par un brûleur puissant. Les gaz du brûleur font des bulles dans l'eau, ce qui fait qu'une partie de l'eau chauffée se répand dans le puits de fusion, faisant fondre la neige instantanément. L'eau de fonte est rejetée dans les égouts pluviaux.
Parce qu'elles doivent transporter le grand réservoir d'eau et le carburant pour le brûleur, les machines de fonte de neige ont tendance à être beaucoup plus grandes et plus lourdes que la plupart des véhicules de service d'hiver, à environ 18 m avec le plus grand tractés par les semi-remorques de tracteurs. De plus, le processus de fusion compliqué signifie que les véhicules de déneigement ont une capacité beaucoup plus faible que le véhicule de chasse ou de soufflage équivalent; la plus grande fondeuse à neige peut enlever 500 tonnes métriques de neige par heure, comparativement à la capacité de 5 000 tonnes métriques par heure de toute grande souffleuse à neige.
Les déneigeurs sont à certains égards plus respectueux de l'environnement que les camions de sablage, car ils ne pulvérisent pas de matières dangereuses et les polluants de la surface de la route peuvent être séparés de l'eau de fonte et éliminés en toute sécurité. De plus, comme la neige fond à bord, les coûts de transport de la neige du site sont supprimés. D'autre part, la fonte des neiges peut nécessiter de grandes quantités d'énergie, ce qui a ses propres coûts et son impact environnemental.

### Chasse-neige
De nombreux véhicules de service d'hiver peuvent être équipés de chasse-neige pour déblayer les routes bloquées par la neige profonde. Dans la plupart des cas, les charrues sont montées sur des bras actionnés hydrauliquement, ce qui leur permet d'être relevés, abaissés et inclinés pour mieux déplacer la neige. La plupart des véhicules de service d'hiver comprennent des charrues fixes ou des châssis de charrue: 75% des véhicules de la Highways Agency du Royaume-Uni comprennent un châssis de charrue auquel une lame peut être fixée. Les véhicules de service d'hiver avec à la fois un châssis de charrue et un corps de sablage sont connus sous le nom de «véhicules tout usage», et bien qu'ils soient plus efficaces que l'utilisation de véhicules dédiés, le poids de la trémie diminue souvent l'autonomie du véhicule. Par conséquent, la plupart des exploitants conserveront au moins quelques véhicules de labour dédiés en cas de fortes tempêtes.
Dans le cas où des véhicules de service d'hiver spécialement conçus ne sont pas disponibles pour le déneigement, d'autres véhicules de service ou de construction peuvent être utilisés à la place: parmi ceux utilisés par diverses autorités figurent les niveleuses, bulldozers, chargeuses compactes, camionnettes et camions poubelles. Les chargeurs frontaux peuvent également être utilisés pour déneiger. Soit un accessoire de chasse-neige peut être monté sur le bras du chargeur à la place du godet, soit le godet ou la corbeille à neige peut être utilisé pour charger la neige dans le compartiment arrière d'un chasse-neige ou d'un camion à benne, qui la transporte ensuite. Les chasse-neige sont dangereux à dépasser ; souvent, la voie venant en sens inverse peut ne pas être complètement exempte de neige. De plus, la lame de la charrue provoque un jet de neige considérable des deux côtés, ce qui peut obscurcir la vision des autres usagers de la route.

### Balayeuse à neige

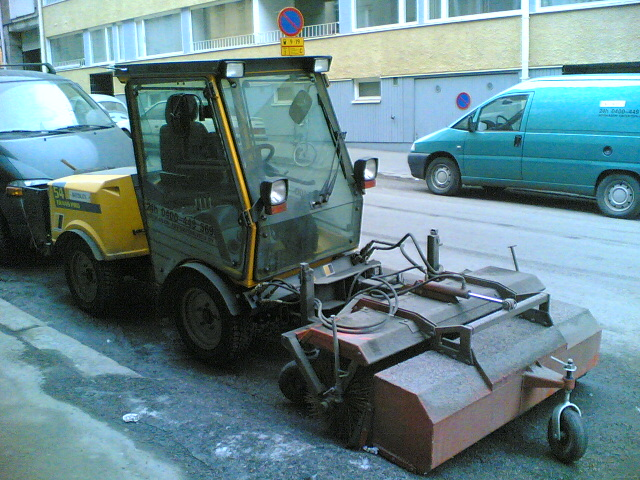
Balayeuse de sable à Helsinki, Finlande

Une balayeuse à neige utilise des brosses pour enlever de fines couches de neige de la surface de la chaussée. Les balayeuses à neige sont utilisées après le déneigement pour enlever tout matériau restant manqué par les plus gros véhicules dans les zones à très faible tolérance à la neige, telles que les pistes d'aéroport et les pistes de course, car les brosses flexibles suivent mieux le terrain que les lames rigides des chasse-neige et souffleuses à neige. Ces brosses permettent également d'utiliser le véhicule sur les dalles tactiles des feux tricolores et des arrêts de tram, sans endommager la surface délicate. Contrairement aux autres véhicules de service d'hiver, les balayeuses à neige ne compriment pas la neige, laissant derrière elles une surface rugueuse et à friction élevée. Cela fait des balayeuses à neige la méthode de déneigement la plus efficace pour les 10 cm de neige inférieures à 10 cm. La neige plus profonde que cela peut cependant obstruer les brosses, et la plupart des balayeuses à neige ne peuvent pas être utilisées pour déneiger plus de 15 cm. Une version plus avancée de la balayeuse à neige est la balayeuse à jet, qui ajoute une souffleuse à air juste derrière les brosses, afin de souffler la neige balayée du trottoir et d'empêcher la neige détachée de se déposer.

### Testeur de friction de surface

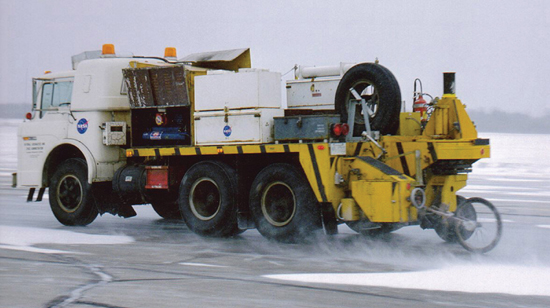
Un testeur de frottement de surface de la NASA à la base aérienne de Langley ; la roue supplémentaire pour les tests est clairement visible à l'arrière

Le testeur de frottement de surface est une petite cinquième roue attachée à un système hydraulique monté sur l'essieu arrière du véhicule, utilisé pour mesurer le glissement de la route. La roue, autorisée à rouler librement, est légèrement tournée par rapport au sol de sorte qu'elle glisse partiellement. Des capteurs attachés à l'axe de la roue calculent le frottement entre la roue et la chaussée en mesurant le couple produit par la rotation de la roue. Les testeurs de friction de surface sont utilisés dans les aéroports et sur les routes principales avant la formation de glace ou après le déneigement,. Le véhicule peut retransmettre les données de frottement de surface au centre de contrôle, ce qui permet de planifier le sablage et le déblaiement afin que les véhicules soient déployés le plus efficacement possible. Les testeurs de frottement de surface comprennent souvent un système de pulvérisation d'eau, pour simuler les effets de la pluie sur la surface de la route avant que la pluie ne se produise. Les capteurs sont généralement montés sur de petites voitures compactes ou break ou sur une petite remorque, plutôt que sur les gros camions utilisés pour d'autres équipements de service hivernal, car le testeur de frottement de surface fonctionne mieux lorsqu'il est attaché à un véhicule léger,,.

## Matériaux

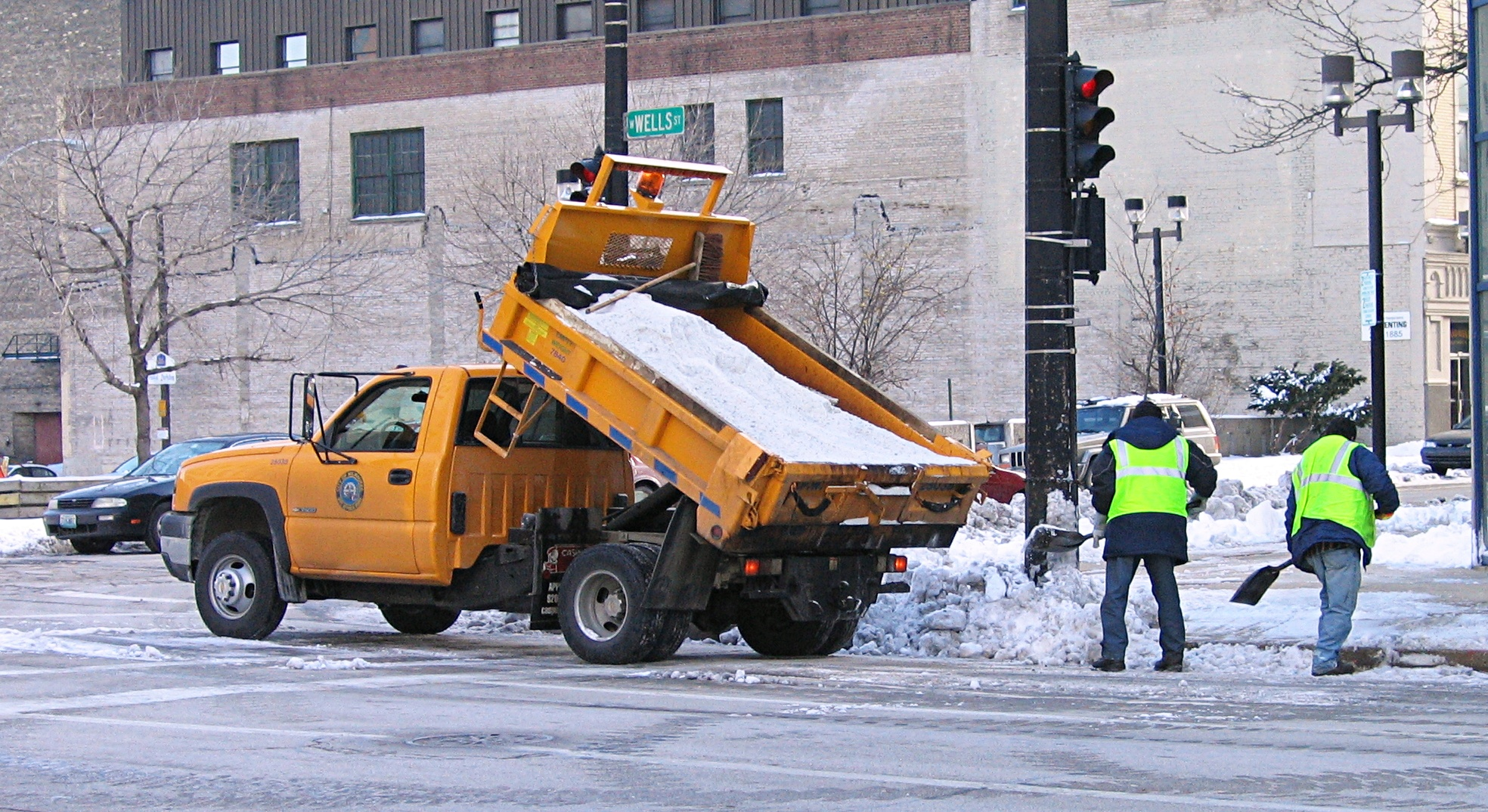
Le sel est répandu manuellement à partir d'un camion à benne basculante par des travailleurs de Milwaukee, Wisconsin

Pour améliorer la traction et faire fondre la glace ou la neige, les véhicules de service hivernal répandent des produits chimiques et des gravillons granulaires ou liquides pour la fonte de la glace, comme du sable ou du gravier.
Le produit chimique le plus courant est le sel gemme, qui peut faire fondre la neige à basse température, mais a des effets secondaires indésirables. Si la concentration de sel devient suffisamment élevée, elle peut être toxique pour la vie végétale et animale et accélérer considérablement la corrosion des métaux, les opérateurs doivent donc limiter le sablage au minimum absolu. Le sel tombé finit par être emporté et perdu, il ne peut donc pas être réutilisé ou collecté après les opérations de sablage. En revanche, le sable insoluble peut être collecté et recyclé par des véhicules de balayage des rues et mélangé avec de nouveaux cristaux de sel pour être réutilisé dans des lots ultérieurs de sable.
Le sel de mer ne peut pas être utilisé, car il est trop fin et se dissout trop rapidement, donc tout le sel utilisé dans le sablage provient de mines de sel, une source non renouvelable. En conséquence, certaines agences d'entretien des routes disposent de réseaux de stations de prévision des glaces, pour éviter les sablages inutiles qui non seulement gaspillent du sel, mais peuvent endommager l'environnement et perturber la circulation.
L'état américain de l'Oregon utilise du chlorure de magnésium, un produit chimique relativement bon marché similaire au chlorure de sodium dans ses effets de fonte des neiges, mais moins réactif, tandis que la Nouvelle-Zélande utilise de l'acétate de calcium et de magnésium, qui évite complètement l'ion chlorure nocif pour l'environnement. L'urée est parfois utilisée pour graisser les ponts suspendus, car elle ne corrode pas du tout le fer ou l'acier, mais l'urée est moins efficace que le sel et peut coûter jusqu'à 7 fois plus poids pour poids.

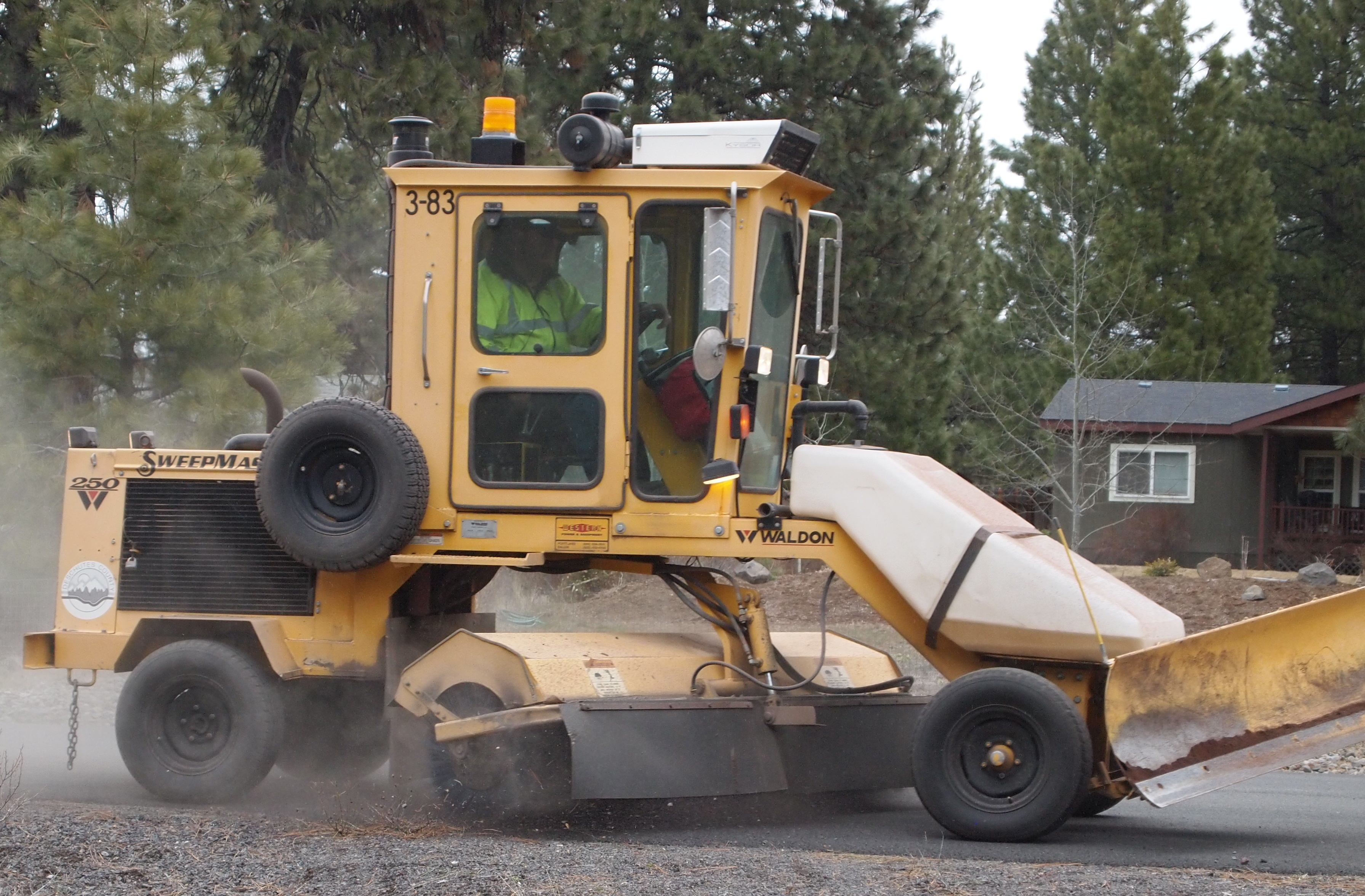
Le gravier répandu sur les routes en hiver est balayé au printemps dans le comté de Deschutes, Oregon.

Dans certaines régions du monde, notamment à Berlin, en Allemagne, il est totalement interdit de laisser tomber du sel, sauf sur les routes les plus à risque; du sable ordinaire sans aucun agent de fusion est appliqué à la place. Bien que cela puisse protéger l'environnement, cela demande plus de main-d'œuvre, car plus de cycles de sablage sont nécessaires; parce que le sable est insoluble, il a tendance à s'accumuler sur les côtés de la route, ce qui rend plus difficile pour les bus de s'arrêter aux arrêts de bus.
Le sable est souvent mélangé avec du ferrocyanure de sodium hydraté en tant qu'agent anti-agglomérant qui, bien que inoffensif dans sa forme naturelle, peut subir une photodissociation en plein soleil pour produire le cyanure d'hydrogène chimique extrêmement toxique. Bien que la lumière du soleil ne soit généralement pas assez intense pour provoquer cela dans les régions polaires et tempérées, les dépôts de sel doivent être maintenus aussi loin que possible des cours d'eau pour éviter la possibilité que des eaux de ruissellement contaminées au cyanure pénètrent dans les pêcheries ou les fermes.
Les véhicules abrasifs sont également dangereux à dépasser ; comme le sable est dispersé sur toute la chaussée, des pièces détachées peuvent endommager la peinture et les vitres des voitures qui passent. Le sel en vrac ne fournit pas une traction suffisante pour les motos, ce qui peut entraîner un dérapage, en particulier dans les virages.